# Сальнобуянский канал
Сальнобуя́нский кана́л — бывший канал в Санкт-Петербурге. Длина русла 255 м, ширина около 30 м.

## История

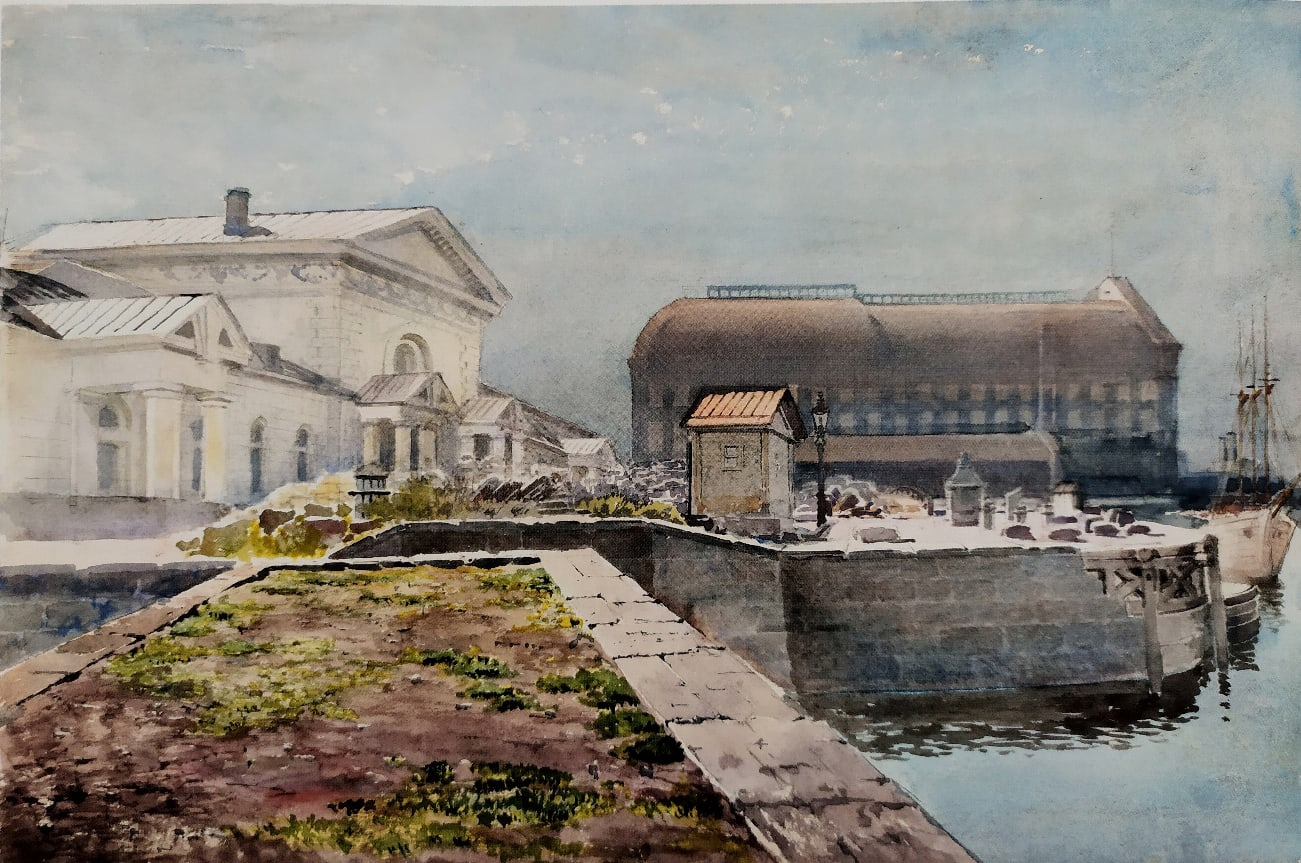
Вид на Сальный буян и устье Сальнобуянского канала на акварели Карла Гефтлера, 1900-е.

Прорыт в 1804 году от Корабельной набережной Большой Невы до реки Пряжки, отделив от Матисова острова остров Сальный буян. Остров и канал получили название по находившимся здесь в XIX веке складам сала, для нужд которых и был прорыт канал.
В 1806 году через канал был перекинут один из двух первых в Санкт-Петербурге (наряду с Зелёным мостом через Мойку) чугунных арочных мостов, также носивший название «Сальнобуяновского». Он соединял Матисов остров и Сальный буян по бывшей Корабельной набережной. Мост был разобран в начале XX века при реконструкции завода Берда, но остатки гранитных устоев сохранились.
В 1915 году, после разбора амбаров Сального буяна, русло низовьев Пряжки было засыпано, её новым руслом стал Сальнобуянский канал. Постепенно название канала и набережной вышло из употребления, сам он стал рассматриваться как часть Пряжки.